# Referèndum constitucional francès a Mauritània-Senegal de maig de 1946
El 5 de maig de 1946 es va celebrar un referèndum constitucional a Mauritània i el Senegal com a part del referèndum constitucional francès més ampli. La nova constitució proposada va ser aprovada pel 92% dels votants dels dos territoris, però va ser rebutjada pel 53% de la votació total. La participació dels votants va ser del 69,3%.